# Messier 4
Messier 4 o M4 és un cúmul globular que es troba en la constel·lació d'Escorpió. Va ser descobert per Philippe Loys de Chéseaux en l'any 1746 i més tard catalogat per Charles Messier en 1764. Aquest va ser el primer cúmul globular en què es van distingir estrelles individuals. En la frontera de visió a ull nu, M4 s'observa en els telescopis més petits com una borrosa bola de llum. En telescopis de grandària mitjana és possible distingir estrelles individuals, les quals posseeixen una magnitud aparent de 10,8.
Està situat a 7.200 anys llum i, per tant, ha de ser el cúmul globular més proper al nostre Sistema Solar. S'han observat com a mínim 43 estrelles variables en aquest cúmul; totes són assequibles per a l'aficionat, sempre que s'utilitzi una càmera CCD per a estudiar-les (apareixen amb magnituds a partir de la 10a).
De la seva velocitat radial, 70,4 km/s, es dedueix que s'allunya de la Terra a més de 253.400 km/h: aquesta velocitat es deu tant al seu moviment propi al voltant del nucli de la Via Làctia com al moviment orbital del Sol i la Terra. La seva magnitud conjunta en banda B (llum blava) és igual a 8,13, la seva magnitud conjunta en banda V (llum verda) és igual a 7,12; el seu tipus espectral és F8 (fotogràficament apareix groguenc, a causa de la gran quantitat d'estrelles gegants vermelles que posseeix).
En 1987 es va descobrir un púlsar en M4 amb un període de 3,0 mil·lisegons. Fotografies preses pel Telescopi Espacial Hubble en 1995 han revelat estrelles nanes blanques que estan entre les més velles de la Via Làctia (la seva edat s'estima en uns 13.000 milions d'anys). Una d'elles és una estrelles binàries amb un púlsar com a company, PSR B1620-26 i un planeta orbitant-la amb una massa 2,5 vegades superior a Júpiter.
En l'actualitat (2006) s'han catalogat fins a 74 estrelles variables, la majoria d'elles de tipus RR Lyrae m²64.